# Cimetta di Cardada
Cimetta di Cardada är en bergstopp i Schweiz.   Den ligger i distriktet Locarno och kantonen Ticino, i den sydöstra delen av landet, 130 km sydost om huvudstaden Bern. Toppen på Cimetta di Cardada är 1 671 meter över havet, eller 63 meter över den omgivande terrängen. Bredden vid basen är 0,46 km.
Terrängen runt Cimetta di Cardada är huvudsakligen mycket bergig. Närmaste större samhälle är Minusio, 3,1 km sydost om Cimetta di Cardada. 
Runt Cimetta di Cardada är det ganska tätbefolkat, med 192 invånare per kvadratkilometer.